# Бугачево
Бугачёво — деревня в Емельяновском районе Красноярского края. Входит в состав Элитовского сельсовета.

## География
Деревня находится в центральной части края, в пределах подтаёжно-лесостепного района лесостепной зоны, преимущественно на правом берегу реки Бугач, на расстоянии приблизительно 12 километров (по прямой) к югу от посёлка городского типа Емельяново, административного центра района и с юга примыкая непосредственно к Октябрьскому району Красноярска. Абсолютная высота — 227 метров над уровнем моря.
Климат
Климат характеризуется как резко континентальный, с продолжительной морозной зимой и коротким тёплым летом. Средняя температура воздуха самого тёплого месяца (июля) составляет 19 °C (абсолютный максимум — 38 °C); самого холодного (января) — −16 °C (абсолютный минимум — −53 °C). Продолжительность безморозного периода составляет в среднем 95 — 115 дней. Среднегодовое количество атмосферных осадков составляет 430—680 мм, из которых большая часть выпадает в летний период.

## История
Основана в 1704 году. По данным 1926 года в населённом пункте имелось 217 хозяйств и проживало 955 человек (460 мужчин и 495 женщин). В национальном составе населения того периода преобладали русские. Функционировали школа I ступени, лавка общества потребителей и маслозавод. В административном отношении являлась центром Бугачевского сельсовета Красноярского района Красноярского округа Сибирского края.

## Население
| 2010 |
| ---- |
| 455  |

Половой состав
По данным Всероссийской переписи населения 2010 года в гендерной структуре населения мужчины составляли 45,3 %, женщины — соответственно 54,7 %.
Национальный состав
Согласно результатам переписи 2002 года, в национальной структуре населения русские составляли 94 % из 427 чел.